# 柳玉成
柳玉成（1953年—），又名劉泰，祖籍江蘇南京，中國正義黨香港負責人，香港民主救港力量、工黨、各地營救王炳章大聯盟召集人、香港連戰宋楚瑜（現時稱馬英九）之友會、黃毓民鄭經翰之友會、梁國雄後援會等反共組織之骨幹成員。他只會說普通話，不懂粵語。

## 簡歷

### 赴港之前
自中华人民共和国成立後，其祖父祖母外祖父外祖母等均遭劃為大地主，祖父被鎮壓，其都慘被批鬥，而父親亦在文化大革命中被批鬥，因此他亦遭連累，未能進入北京名牌大學就讀，而本身學武的他，亦因為祖父及父親的背景，本身亦可以代表中國參與亞運，卻遭到排擠。1976年四五天安門事件，柳玉成北赴京城追悼周恩來總理時被捕，從而入獄30餘天。

### 在港生活
他於1985年移居香港，從事搭棚扎鐵水務工程等事業，並在香港參與民運活動。他接受大紀元時報訪問時指出，其妻因受中共特務滋擾而患病逝世。
其政治立場上與殖民地香港政府親近，2007年7月他手持英治時期的香港旗參加七一遊行。

### 參選之路
2004年，他與梁雪芳、劉寶坤搭檔參與2004年香港立法會選舉，但得票1,824張落選。2005年，他與龍緯汶合作，舉行了多場抗議活動及記者招待會。
2007年11月，柳玉成以中國工黨身份出戰2007年香港區議會選舉（深水埗區南昌南選區），結果得票285張，即是2比8，敗給港九勞工社團聯會的黃鑑權。 
2007年香港立法會港島選區補選，柳玉成也有參選，口號是「堅定的民主派」，後來有指出他是社會民主連線成員，經該黨查明後證實是真有此事，但由於在2007年香港立法會港島選區補選泛民主派初選，社會民主連線的勞永樂落敗於陳方安生後，柳玉成因違反泛民主派協議，沒有黨的支持下，略過初選機制，直接參與2007年香港立法會港島選區補選，而取消其會籍。最後，他僅得到344票，成為8名候選人中得票最低的一位。他表示廣東話不好成為其落敗的主因。而2007年香港區議會選舉與2007年香港立法會港島選區補選舉行時間重疊，所以柳玉成成為香港選舉史唯一一個，曾在同時間內成為兩個選舉候選人的政治人物。
2008年，他與蔣潔鳳、徐達偉搭檔參與2008年香港立法會選舉，但最後以全港最低之票數290票落選。

## 相關
- 王炳章